# Vinkelväxel

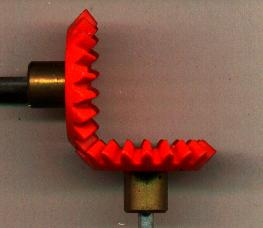
Enkel konisk kuggväxel

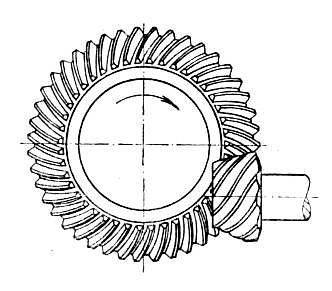
Vanligt förekommande hypoidväxel i en differentialväxel i fordon. Den inkommande drevaxeln (lilla kugghjulet) överför via en kuggkrans moment från motor och växellåda till en vinkelrätt placerad axel som i sin tur driver hjul, till exempel bakhjul vid bakhjulsdrift

Vinkelväxel är en typ av kugghjulsväxelkonstruktion (oftast med koniska drev) som används för att överföra kraft från en drivaxel till en annan som är vinklad i förhållande till den första. Vanligast är rät vinkel, men med olika konicitet hos kugghjulen kan godtyckliga vinklar åstadkommas efter behov.
Utväxlingen kan vara 1:1 eller ändrad uppåt eller nedåt. Utförandet kan vara fast eller med rörligt drev för frikoppling. 
Om centrumlinjerna är förskjutna till varandra kallas det hypoidväxel, förskjutningen av centrumlinjerna kallas hypoidförskjutning (kuggarna är hypoidformade). 
Snäckväxel kan också kallas vinkelväxel ibland, eftersom snäckan vanligen har sin axel rätvinkligt mot snäckhjulets, fast i olika plan.
Vinkelväxlar förekommer bland annat vid överföring av kraft från kardanaxeln i en bil till hjulens drivaxlar (i det fall kardanaxeln från motorn är vinkelrät mot drivaxlarna). I fordon kombineras vanligen funktionen vinkelväxel och differentialväxel i anslutning till bakaxeln. Normalt utförs kuggarna där med hypoidform, då kallade hypoidväxel. Det mindre av kugghjulen som driver kallas inte sällan för pinjong, och det större ibland kronhjul eller krondrev.
Vinkelväxlar finns som verktygstillbehör för att kunna göra arbeten såsom borrning i trånga utrymmen där hela maskinen inte får plats.